# Roman Kitzner
Roman Kitzner, (ur. 24 lipca 1899 w Warszawie, zm. 19 lipca 1991 tamże) – polski radiotechnik, członek Armii Krajowej, inżynier i operator Radiostacji „Błyskawica”, współzałożyciel Polskiego Związku Krótkofalowców.

## Życiorys
Ukończył Wyższą Szkołę Budowy Maszyn i Elektrotechniki im. H. Wawelberga i S. Rotwanda z tytułem inżyniera radiotechniki. Pracował w Zakładach Radiotechnicznych „Polton”, założonych przez S. Kozierewicza i A. Gabrysiaka w Warszawie. Swoimi innowacyjnymi rozwiązaniami, dotyczącymi m.in. transformatorów radiowych, wspomógł rozwój i międzynarodowy sukces polskich zakładów. Jako członek Polskiego Związku Krótkofalowców przyczynił się także do znaczącego rozwoju polskiego krótkofalarstwa i budowy pierwszych odbiorników radiowych w Polsce.

## Działalność konspiracyjna
Po wybuchu drugiej wojny światowej Kitzner angażuje się w działalność konspiracyjną. W strukturze Armii Krajowej zostaje przydzielony do Oddziału VI BiP (Biuro Informacji i Propagandy), otrzymuje pseudonim „Zbigniew”. Zajmuje się produkcją i dostarczaniem sprzętu do nadajników krótkofalowych używanych do komunikacji przez Polskie Państwo Podziemne.
W lutym 1944 r. uruchomia w willi „Ustronie” konspiracyjną radiostację AK. Sprzęt potajemnie przygotowywany był w jego miejscu pracy – w Zakładach „Polton”, które zasłynęły zaangażowaniem w działalność konspiracyjną i społeczną podczas niemieckiej okupacji.
Od momentu wybuchu powstania warszawskiego został skierowany do oddziału Stacji nadawczo-odbiorczej „Błyskawica”. W dniu 1 sierpnia 1944 r. w gmachu przy ul. Jasnej wykonał próbę uruchomienia radiostacji, której był współtwórcą. Jednak w czasie transportu, w wyniku niemieckiego ostrzału, doszło do poważnego uszkodzenia sprzętu i inicjacja nie powiodła się. Razem z zespołem technicznym podjął się naprawy radiostacji, dzięki czemu 8 sierpnia rozpoczęto nadawanie. Aby uniknąć dekonspiracji lokalizacja stacji była wielokrotnie zmieniana. Kitzner zajmował się dekonstrukcją a następnie ponowną instalacją nadajnika, który, jak na ówczesne czasy, miał bardzo dużą moc (200 Watów) i był wyjątkowo zaawansowany - obejmował swoim zasięgiem nie tylko całą Europę, ale także znaczną część globu, bo jego sygnał docierał nawet do USA. Sprzęt działał bezawaryjnie do samego końca – czyli do kapitulacji powstania warszawskiego 4 października 1944 r. Wówczas Kitzner opuścił Warszawę wmieszany w ludność cywilną.

## Przynależność do stowarzyszeń i odznaczenia
Od 1930 r. był członkiem Polskiego Związku Krótkofalowców. W 1946 r. był jednym z członków założycieli reaktywowanego po wojnie PZK. W 1974 r. został wyróżniony odznaką honorową PZK.